# Ametistsolfågel
Ametistsolfågel (Chalcomitra amethystina) är en fågel i familjen solfåglar inom ordningen tättingar.

## Utseende och läte
Ametistsolfågeln är en stor solfågel med lång men tunn näbb. Hanen ser ibland helsvart ut men uppvisar i bra ljud gröna och rödbruna glänsande fläckar. Honan har ljust ögonbrynsstreck och streckad undersida. Lätet består av en blandning av "chyup" och ljusare gnissliga toner och kvitter.

## Utbredning och systematik
Ametistsolfågeln förekommer i stora delar av centrala, östra och södra Afrika. Den delas upp i tre underarter med följande utbredning:
- Chalcomitra amethystina kirkii – södra Somalia till sydöstra Demokratiska republiken Kongo, Kenya, Tanzania, östra Zambia och Zimbabwe
- Chalcomitra amethystina deminuta – Demokratiska republiken Kongo till Angola, Zambia, norra Namibia och norra Botswana
- Chalcomitra amethystina amethystina – södra Moçambique och Botswana till Kapprovinsen

Vissa erkänner även underarten kalckreuthi med utbredning i södra Somalia, östra Kenya och nordöstra Tanzania.

## Levnadssätt
Ametistsolfågeln hittas i skog, fuktiga buskmarker och trädgårdar. Där är den generellt ovanlig. 

## Status
Arten har ett stort utbredningsområde och beståndet anses stabilt. Internationella naturvårdsunionen IUCN listar den därför som livskraftig (LC).

## Namn
Ametist är den lila färgvarianten av mineralen kvarts.